# Großhabersdorf

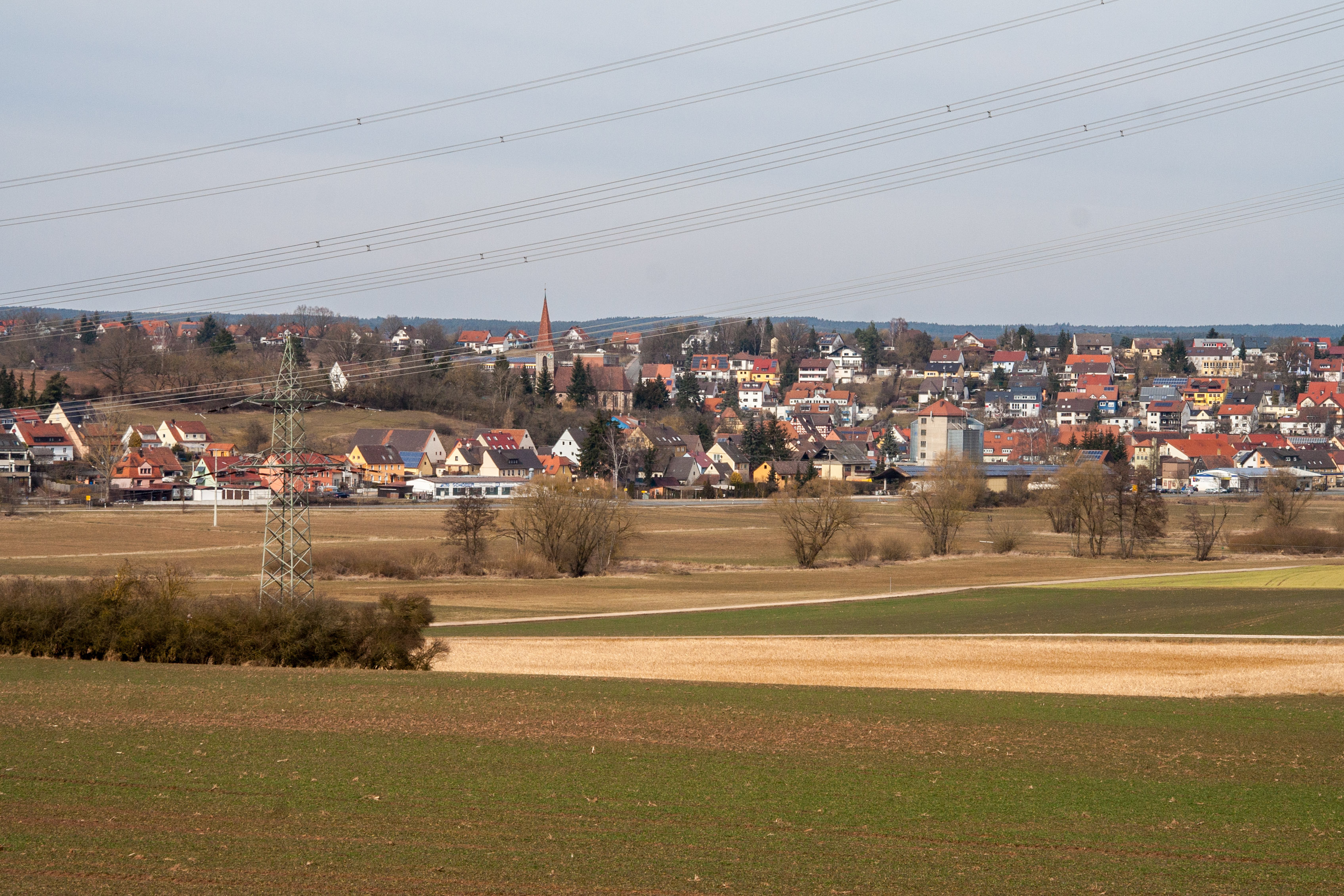
Großhabersdorf

Großhabersdorf is een gemeente in de Duitse deelstaat Beieren, en maakt deel uit van het Landkreis Fürth.
Großhabersdorf telt 4.377 inwoners.

## Plaatsen in de gemeente Großhabersdorf
- Bronnenmühle
- Fernabrünst
- Großhabersdorf
- Hornsegen
- Oberreichenbach
- Schwaighausen
- Stammesmühle
- Unterschlauersbach
- Vincenzenbronn
- Weihersmühle
- Wendsdorf
- Ziegelhütte

Ammerndorf ·
Cadolzburg ·
Großhabersdorf ·
Langenzenn ·
Oberasbach ·
Obermichelbach ·
Puschendorf ·
Roßtal ·
Seukendorf ·
Stein ·
Tuchenbach ·
Veitsbronn ·
Wilhermsdorf ·
Zirndorf